# Сирак Скитник
Сирак Скитник (творческий  псевдоним Панайота Тодорова Христова) 22 ноября 1883,
Сливен, Восточная Румелия - 5 марта 1943, София, Третье Болгарское царство) —
болгарский писатель
, поэт, литературный критик , художник-экспрессионист, модернист, педагог.

## Биография

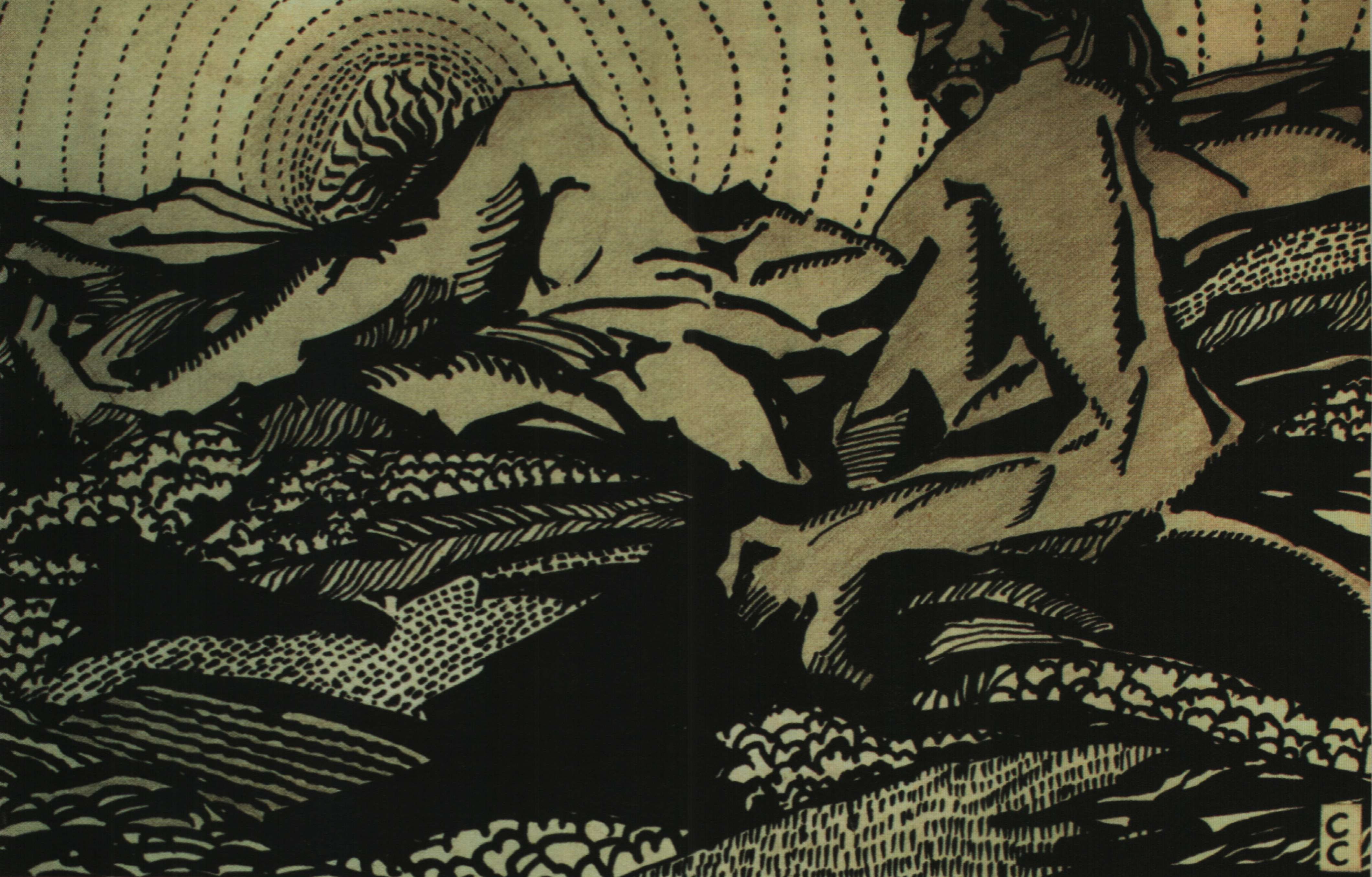
Балканы. 1919

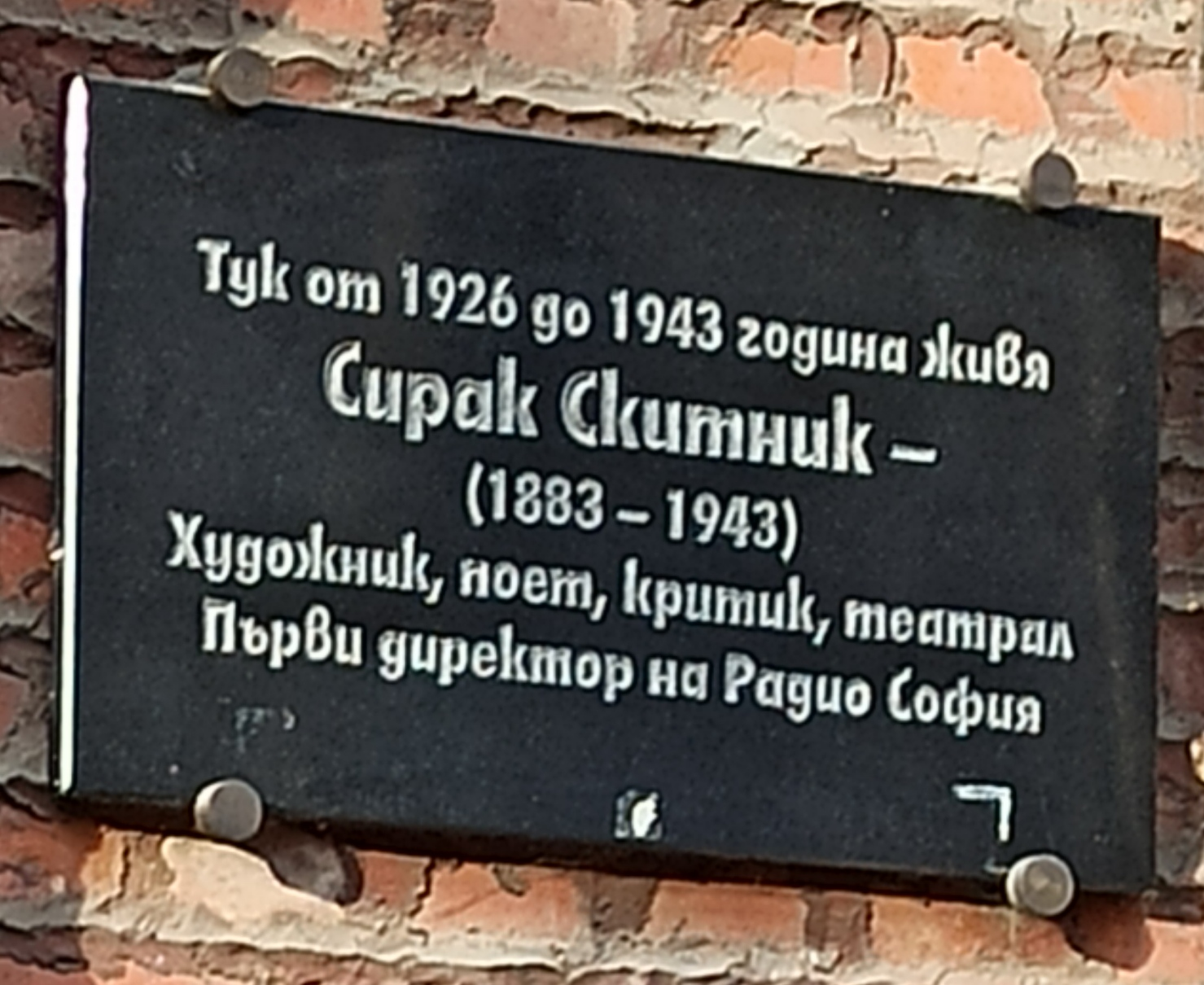
Мемориальная таблица в Софии

В 1902 году окончил духовное училище в Софии. Учительствовал в гимназиях в 1903 – 1904 годах. В 1908 году отправился в Санкт-Петербург, где обучался живописи в частной школе Л. Бакста (однокурсника Марка Шагала и Василия Кандинского ).
Был членом объединения Мир искусства. Познакомился с модернистскими течениями в европейском искусстве, испытал влияние Петербургской декоративной школы (Николай Рерих, Иван Билибин, Кузьма Петров-Водкин). В 1912 г. вернулся в Болгарию, участвовал в Балканской войне.
В 1913 – 1917 г. учительствовал в Асеновграде. Председатель (с 1927) общества „Родно изкуство“, первый председатель (с 1931) на Союза художников Болгарии.
С 1935 года – первый руководитель Болгарского национального радио.

## Избранные сочинения
- Изповеди. Кн. 1. Стихове. 1910 г.
- Избрани статии (1920 – 1942), 1981 г.